# 2008 în teatru
- 2006 în teatru — 2007 în teatru — 2008 în teatru — 2009 în teatru — 2010 în teatru

## Premiere
Teatrul Național București
- 26 ianuarie: Eduard al III-lea după William Shakespeare, regia lui Alexandru Tocilescu.
- 18 aprilie: Complexul România de Mihaela Michailov, regia Alexandra Badea
- 20 aprilie: Ecaterina cea Mare după George Bernard Shaw, regia lui Corneliu Todea.
- 17 septembrie: Încă-i bine, regia Rodica Popescu-Bitănescu.
- 25 octombrie: Șapte dintr-o lovitură de Lia Bugnar, regia Ion Caramitru.
- 14 noiembrie: Camerista după Hermann Broch, regia Dan Stoica

Teatrul Bulandra
- 12 ianuarie: Ce păcat că-i curvă, regia lui Alexandru Darie.
- 4 aprilie: Moartea unui comis voiajor de Arthur Miller, regia lui Felix Alexa.
- 25 octombrie: Orfeu și Euridice, regia Alexandru Darie.
- 8 noiembrie: Lear, regia Andrei Șerban.

Teatrul Nottara
- 30 ianuarie: Platonov după Cehov, regia lui Vlad Massaci.
- 1 martie: Cei drepți de Albert Camus, regia Claudiu Goga.
- 12 martie: Execuție în direct de Arthur Miller, regia Petre Bokor.
- 1 aprilie: Romeo și Julieta de W. Shakespeare, regia lui Ioan Cărmăzan.

Teatrul de Comedie
- 11 ianuarie: Înmormântarea de Péter Nádas, regia lui László Bocsárdi.
- 26 ianuarie: Dumnezeul de a doua zi de Mimi Brănescu, regia lui Marcel Țop.
- 14 martie: Clinica, de Adrian Lusting, regia lui Aurel Palade.
- 20 aprilie: Fata de mătase artificială, regia Vlad Massaci.
- 18 octombrie: Ioana și focul de Matei Vișniec, regia Cătălina Buzoianu.
- O noapte furtunoasă, regia Horațiu Mălăele

Teatrul Odeon
- 15 martie: Camera de hotel de Barry Gifford, regia Alexandru Dabija.
- 19 aprilie: Emilia Galotti de G.E. Lessing, regia Radu Alexandru Nica.
- 3 octombrie: Extrem de William Mastrosimone, regia Sorin Militaru.

Teatrul Mic
- 9 aprilie: Hamelin - legea tăcerii, de Juan Mayorga, regia Claudiu Goga.

Teatrul Foarte Mic
- 2 februarie: Piele și cer după Dimitré Dinev, regia Dan Stoica.

Teatrul Luni
- 9 aprilie: Zdrențe de Chuck Palahniuk, regia David Schwartz.

Teatrul Act
- 8 aprilie: Nașul după N.V. Gogol, regia Alexandru Dabija.
- 23 octombrie: Cui i-e frică de Virginia Woolf? de Edward Albee, regia Mariana Cămărășan.

Teatrul Tineretului Metropolis
- 3 februarie: Opposites attract de Bruce Kane, regia Florin Piersic jr..
- 2 octombrie: Ajutorul, regia Alice Barb.
- Hamlet, regia Lazslo Bocsardi.

Opera Națională București
- 19 aprilie: Lacul Lebedelor de Piotr Ilici Ceaikovski coregrafia Gheorghe Iancu.
- 7 mai: Macbeth de Giuseppe Verdi, regia Petrică Ionescu.

Teatrul Național de Operetă
- 9 martie: Urban Kiss, coregrafia Răzvan Mazilu.

Teatrul Național Radu Stanca din Sibiu
- 16 martie: Hamlet de W. Shakespeare, regia Radu Alexandru Nica.

Teatrul Andrei Mureșanu din Sfântu Gheorghe
- 29 martie: De mina de Sofia Freden, regia Radu Afrim.

## Decese
- 18 februarie: Mihaela Mitrache, actriță română (n. 1955)
- 12 martie: Ovidiu Iuliu Moldovan, actor român (n. 1942)
- 13 mai: Colea Răutu, actor român (n. 1912)
- 14 septembrie: Ștefan Iordache, actor român (n. 1941)
- 28 octombrie: Dina Cocea, actriță română de teatru și film (n. 1912)